# Stanko Debeljak
Stanko Debeljak, slovenski finančni izvedenec, gospodarstvenik in politik, * 20. april 1942, Borgo Val di Taro, Italija, † 25. januar 2017, Nova Gorica.

## Življenje in delo
Rodil se je v družini železničarja Feliksa in gospodinje Ane Debeljak, rojene Trojer. Družina je bila preseljena v Italijo in se leta 1948 vrnila v Volčjo Drago. Osnovno šolo je obiskoval v Italiji in Bukovici, nižjo gimnazijo v Šempetru pri Gorici ter srednjo ekonomsko šolo v Kopru (1957-1961) ter leta 1966 diplomiral na ljubljanski ekonomski fakulteti. Leta 1976 je postal na zagrebški ekonomski fakulteti magister ekonomskih znanosti. Najprej se je zaposlil pri Službi družbenega knjigovodstva v Novi Gorici. V letih 1978−1980 in 1982-1986 je bil zaposlen v tovarni pohištva Meblo v Kromberku, najprej kot finančni in nato kot glavni direktor. Od julija 1980 do junija 1982 je bil v Ljubljani namestnik republiškega sekretarja za finance. Maja 1986 je bil izvoljen v delegacijo Socialistične republike Slovenije
v zboru republik in pokrajin Zvezne skupščine SFRJ. Konec leta 1990 je bil ponovno imenovan za namestnika republiškega sekretarja za finance v Ljubljani. Med 26. januarjem 1993 in 28. februarjem 1994 je bil državni sekretar Republike Slovenije na Ministrstvu za finance Republike Slovenije. Med službovanjem je deloval v organih Gospodarske zbornice Slovenije, Izvršnega sveta Socialistične republike Slovenije, poslovnega sveta združenja Les, pri zvezi ekonomistov Slovenije, bil je član izvršnega odbora Ljubljanske banke združene banke Ljubljana, član Narodne banke Slovenije itd. Leta 1981 je bil habilitiran za predavatelja višje šole za področje ekonomike in organizacije združenega dela. V šolskem letu 1981/82 je predaval na Fakulteti za strojništvo v Ljubljani oddelek Nova Gorica. Od leta 1994 do 2006 je bil član uprave in finančni direktor ter namestnik predsednika uprave Družbe za avtoceste v Republiki Sloveniji. Brat Zorko Debeljak je prav tako gospodarstvenik in politik.